# Antoine Somdah
Antoine Somdah (nacido el 12 de junio de 1962) es un estadista y diplomático de Burkina Faso. Desde 2014 es embajador de Burkina Faso en la Federación Rusa.

## Biografía
Antoine Somdah nació el 12 de junio de 1962. En 1988 se graduó de la Facultad de Derecho de la Universidad de Uagadugú y prosiguió sus estudios en la Unión Soviética, graduándose de la Universidad Rusa de la Amistad de los Pueblos en 1993 y obteniendo la maestría en derecho público internacional en 1995. A principios de los años 1990, completó unas prácticas laborales en el Ayuntamiento y en la Fiscalía de Moscú.
En 1996, empezó su trayectoria profesional en el Ministerio de Asuntos Exteriores de Burkina Faso. Entre 2007 y 2012, ejerció el cargo de primer consejero en la Misión Permanente de Burkina Faso a las Naciones Unidas en Nueva York y participó en las sesiones nos 63 a 67 de la Asamblea General de las Naciones Unidas. Entre 2008 y 2009, fue miembro del Consejo de Seguridad de las Naciones Unidas.
Entre 2012 y 2014, fue secretario general del Instituto de Estudios Internacionales Superiores de Burkina Faso. Es experto en asuntos legales en el ámbito de la energía nuclear y participó en numerosas sesiones de la Conferencia General del OIEA.
El 8 de enero de 2014, fue nombrado Embajador Extraordinario y PLenipotenciario de Burkina Faso en Rusia. El 7 de marzo, presentó copias de sus credenciales al Viceministro de Asuntos Exteriores de la Federación Rusa, Mijaíl Bogdánov, y el 27 de junio se reunió con el presidente ruso Vladímir Putin, con quien trató temas como las crisis siria, afgana e iraquí, el programa nuclear de Irán y la crisis de Ucrania, y también expresió la disposición del gobierno de Burkina Faso a intensificar la cooperación científica, técnica y comercial con Rusia. La embajada encabezada por Antoine Somdah es la única misión diplomática de Burkina Faso en Rusia, país que no dispone de ninguna misión diplomática o consular en Burkina Faso.
Habla fluidamente francés, ruso e inglés, y con menor fluidez el idioma alemán.